# Seconds of Pleasure
Seconds of Pleasure es el único álbum publicado bajo el nombre de Rockpile. A pesar de que llevaban varios años trabajando conjuntamente, esta fue la primera y última vez que firmaron un disco bajo este nombre (debido a las trabas contractuales de las respectivas discográficas de Nick Lowe y Deve Edmunds). Tras la gira, los integrantes se distanciaron debido a sus demás proyectos; aunque volvieron atrabajar juntos esporádicamente. El álbum generó el éxito menor "Teacher, Teacher". Con la reedición en CD, se publicarion varias maquetas inéditas. Grabado y publicado en 1980. 

## Canciones
1. Teacher Teacher
2. If Sugar Was as Sweet as You
3. Heart
4. Now and Always
5. A Knife and a Fork
6. Play That Fast Thing (One More Time)
7. Wrong Again (Let's Face It)
8. Pet You and Hold You
9. Oh What a Thrill
10. When I Write the Book
11. Fool Too Long
12. You Ain't Nothin' But Fine
13. Take a Message to Mary (*)
14. Crying in the Rain (*)
15. Poor Jenny (*)
16. When Will I Be Loved? (*)

(*) Publicadas con la reedición.

## Personal
Billy Bremner - Guitarra y voz. 
Dave Edmunds - Teclados, bajo, guitarra y voz. 
Nick Lowe - Bajo y voz. 
Terry Williams - Batería.

## Información técnica
Producido por: Nick Lowe 
Ingeniero de sonido: Aldo Bocca 
Asistentes: Nick Froome & Neill King 
Diseño de portada: DAG
Fotografía: Keith Morris

## Listas
Álbum
| Año  | Lista                | Posición |
| ---- | -------------------- | -------- |
| 1980 | Billboard Pop Albums | 27       |

Sencillo
| Año  | Canción           | Lista                 | Posición |
| ---- | ----------------- | --------------------- | -------- |
| 1981 | "Teacher Teacher" | Billboard Pop Singles | 51       |

- Datos: Q3280590